# كريستيان مادسن
كريستيان مادسن (بالإنجليزية: Christian Madsen)‏ هو ممثل أمريكي، ولد في 8 فبراير 1990 بلوس أنجلوس في الولايات المتحدة.

## أعمال

### أفلام
- (2011) في الوقت المحدد[4][5]
- (2014) مختلفة[6][7]

## وصلات خارجية
- كريستيان مادسن على موقع IMDb (الإنجليزية)
- كريستيان مادسن على موقع ألو سيني (الفرنسية)
- كريستيان مادسن على موقع أول موفي (الإنجليزية)
- كريستيان مادسن على موقع قاعدة بيانات الأفلام السويدية (السويدية)
- كريستيان مادسن على موقع قاعدة بيانات الفيلم (الإنجليزية)
- كريستيان مادسن على موقع كينوبويسك (الروسية)